# Padre Garcia
Padre Garcia (Bayan ng Padre Garcia) är en kommun i Filippinerna. Kommunen ligger på ön Luzon, och tillhör provinsen Batangas. Folkmängden uppgår till 44 877 invånare.

## Barangayer
Padre Garcia är indelat i 18 barangayer.
| - Banaba - Banaybanay - Bawi - Bukal - Castillo - Cawongan - Manggas - Maugat East - Maugat West | - Pansol - Payapa - Poblacion - Quilo-quilo North - Quilo-quilo South - San Felipe - San Miguel - Tamak - Tangob |

### Webbkällor
- Quick Tables: List of Municipalities
- Population and Housing